# Maldegem
Maldegem là một đô thị ở tỉnh Oost-Vlaanderen. Đô thị này bao gồm the villages of Maldegem, Adegem và Middelburg. Kleit và Donk have always been separate hamlets of Maldegem. Tại thời điểm ngày 1 tháng 1 năm  2006, Maldegem có tổng dân số 22.289 người. Tổng diện tích là 94,64 km² với mật độ dân số là 236 người trên mỗi km².
Stoomcentrum Maldegem tọa lạc ở nhà ga đường sắt cũ tại Maldegem.

## Dân địa phương nổi tiếng
- Joanna Courtmans (1811-1890), nhà văn